# Barraca XLI (Aiguamúrcia)
La Barraca XLI és una obra d'Aiguamúrcia (Alt Camp) inclosa a l'Inventari del Patrimoni Arquitectònic de Catalunya.

## Descripció
És una construcció de dues estances amb un petit rebedor a l'entrada que fa de distribuïdor.
L'estança de la dreta és la destinada a l'animal, desposa d'una menjadora i un armari. És de planta quadrada i mesura 3'95 metres de fondària per 2'97 metres d'ample. Està coberta amb falça cúpula i té una alçada màxima de 3'20 metres.
L'estança de l'esquerra és de planta circular amb un diàmetre de 3 metres. També està coberta amb falça cúpula i la seva alçada màxima és de 3'35 metres.
A la dreta s'hi accedeix mitjançant un arc de pas, i a la de l'esquerra és una llinda la que encapçala l'accés.
Exteriorment aquesta barraca és de planta rectangular amb una façana de 7 metres de llargada de costat de 6'30 metres.
A la coberta s'hi accedeix mitjançant uns pujadors situats en un lateral.